# Sarcotaces namibiensis
Sarcotaces namibiensis is een eenoogkreeftjessoort uit de familie van de Philichthyidae. De wetenschappelijke naam van de soort is voor het eerst geldig gepubliceerd in 1991 door Reimer.